# Brungle
Brungle är en ort i Australien. Den ligger i kommunen Tumut Shire och delstaten New South Wales, i den sydöstra delen av landet, omkring 310 kilometer sydväst om delstatshuvudstaden Sydney.
Runt Brungle är det mycket glesbefolkat, med 3 invånare per kvadratkilometer.. Närmaste större samhälle är Tumut, omkring 17 kilometer söder om Brungle.
Trakten runt Brungle består till största delen av jordbruksmark. Genomsnittlig årsnederbörd är 1 222 millimeter. Den regnigaste månaden är februari, med i genomsnitt 177 mm nederbörd, och den torraste är januari, med 68 mm nederbörd.